# Toroczkai Wigand Ede

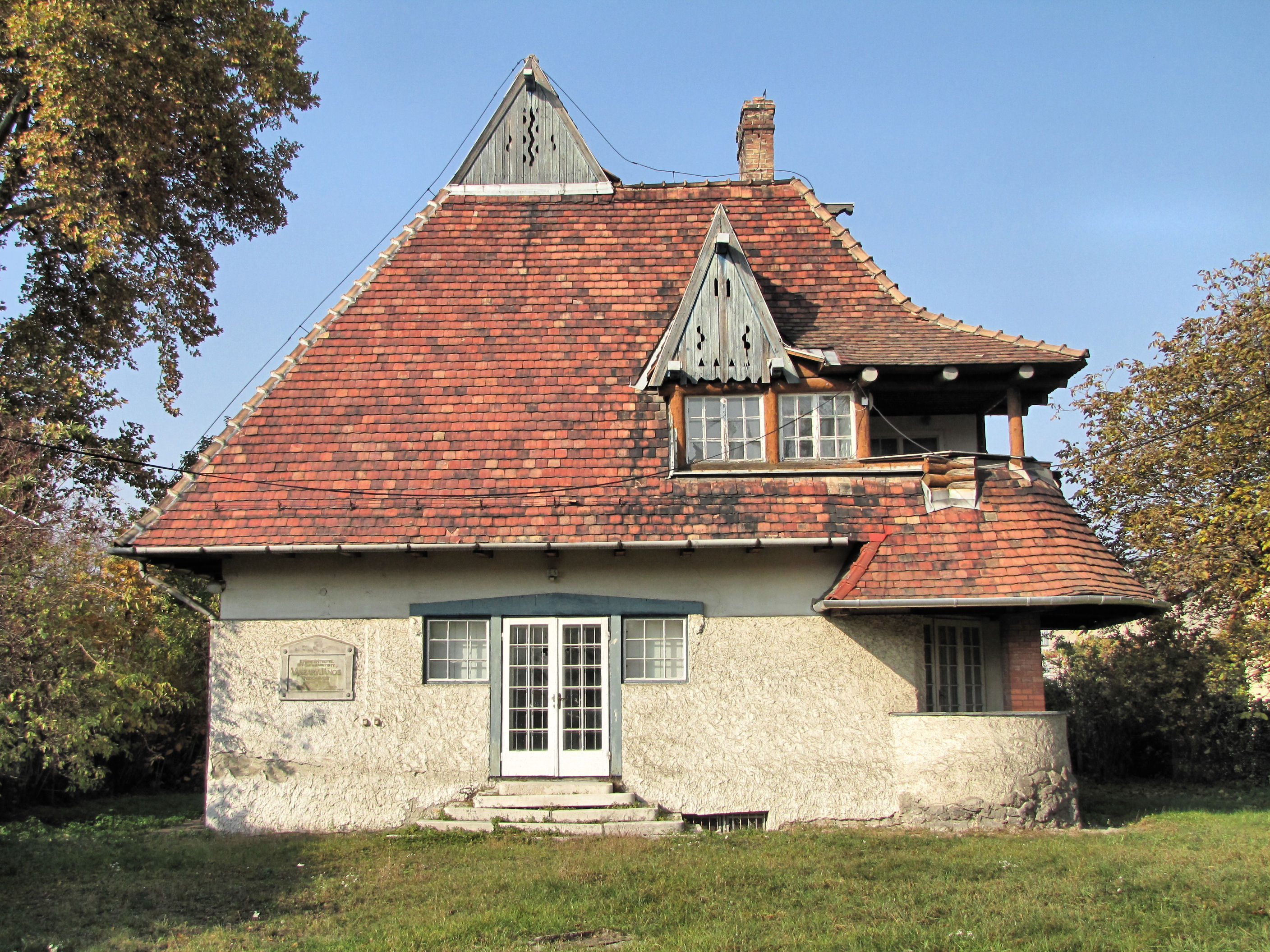
Vaszary János villája Tatán, Toroczkai Wigand Ede munkája.

Wigand Ede (Pest, 1869. május 19. – Budapest, 1945. január 22.) magyar népies stílusú építész, iparművész és író. A Torockói, később Toroczkai/Thoroczkai nevet erdélyi tartózkodása után vette fel.

## Életpályája
Kezdetben Steindl Imre vezetésével az Országház építésén dolgozott. 1907-ben Marosvásárhelyre költözött, ahol valamint a környéki falvakban épített műveiben felhasználta az erdélyi népi művészet elemeit. Tanára volt az Iparművészeti Iskolának.
1945-ben, Budapest ostroma alatt bomba által halálos sérülést szenvedett.
Részt vett a Sváb Gyula-féle iskolaépítési programban, több iskolaépületet tervezett (Magyardellő, Gálfalva, Diód, Mezőújlak, Sáromberke).

## Művei

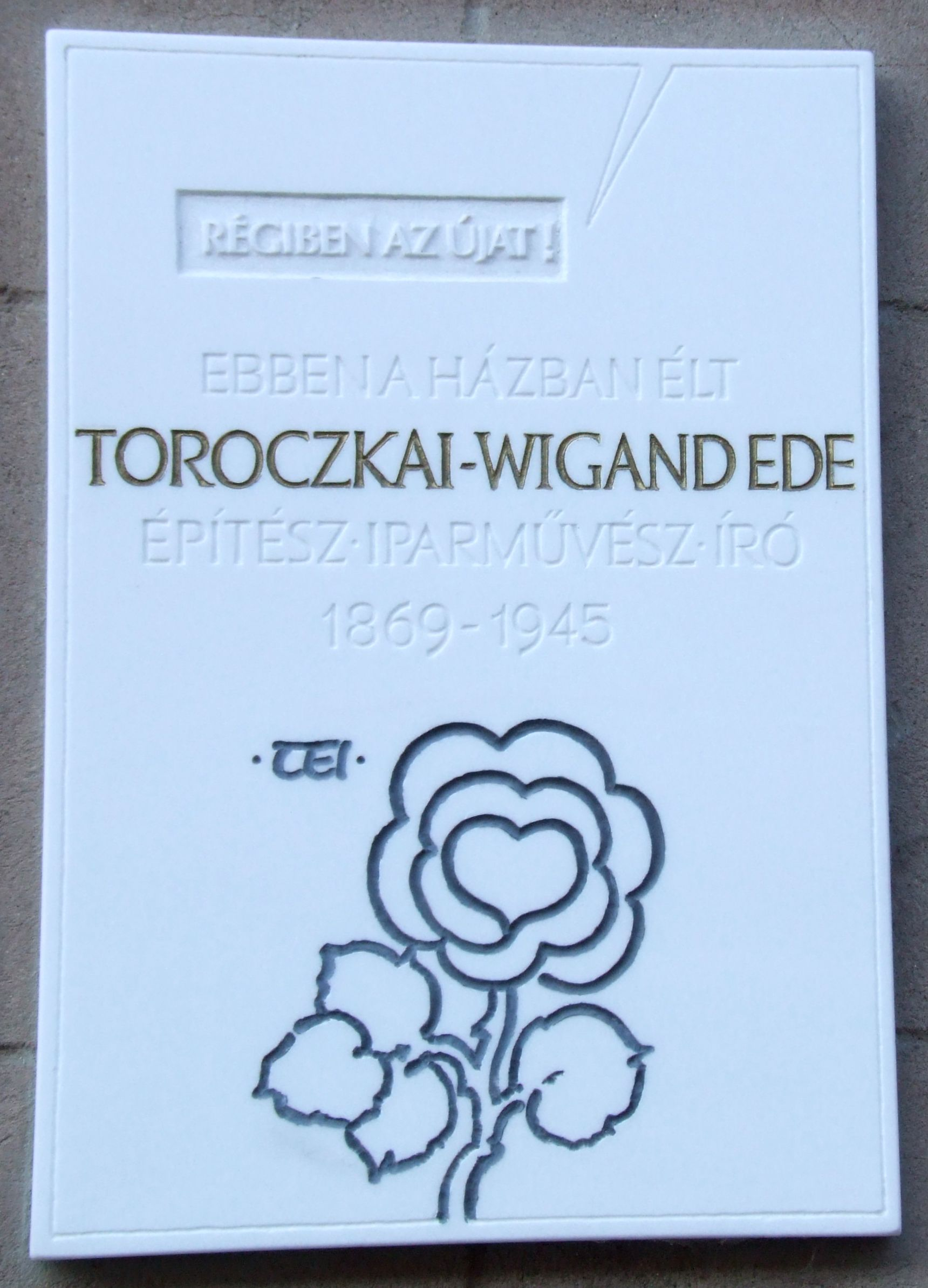
Emléktáblája egykori lakhelyén

### Épületek

#### Marosvásárhely
- 1909. Kereskedelmi és Iparkamara
- 1910-1913. Kultúrpalota. Ablakfestmények
  - Hajdanában régös-régen
  - A nagyúr kapuja
  - Sátoros palota
  - Réka asszony kertiháza
  - Csaba királyfi bölcsője
  - Réka asszony kopjafája
  - Réka asszony deszkás ablaka
  - Perosztó szék című
- Gázgyár
- Lehel (Babits, ma Argesului) utca 5. sz. ház
- Legények Háza, Csillag-köz (ma Pas. Stelelor)
- Munkácsy Mihály (ma Bradului) utca16.sz. ház
- Schmidt-ház, Jókai Mór utca (ma Eminescu)
- szecessziós házak, Margaretelor utca[4]

#### Tatabánya
- 1922 MÁK Rt. Tiszti Kaszinó

#### Budapest
- 1923: Néprajzi Múzeum, Budapest (Jánszky Bélával közös munka, tervben maradt)[5]

### Könyvek
- [Wiegand Ede]: Butorok (Budapest, 1902)
- Négyféle mívekről (Maros-Vásárhely, 1914)
- Öreg csillagok (Budapest, 1915; 1988)
- Cserényös házak (Budapest, 1916)
- Hímes udvar; bev. Margitay Ernő; Táltos, Budapest, 1916
- Hajdonába régös-régön… (Budapest, 1917)
- Hímes udvar (Budapest, 1917)
- Régi kert s míesei (Budapest, 1917)
- A kert (Budapest, 1923)
- Akseli Gallén-Kallela (Budapest, 1931)
- Architektura (Budapest 1936)

## Elismerései
- Magyar állami nagy aranyérem
- Olasz állami nagy aranyérem
- Párizsi Világkiállítás ezüstérme
- Saint Louis-i Világkiállítás ezüstérme

## Publikációi
- Öreg csillagok, in: Magyar Nemzeti Múzeum Néprajzi Osztályának közleményei, 1914. Később megjelent: 1988, 1998, 2003
- Turáni öreg csillagok, in: Turán, 1937

## Film
- Aki Torockót választotta (2004, r. Duló Károly)